# Louis Brandt
Louis Brandt (1825 - 5 de julio de 1879) fue un relojero suizo. En 1848 Louis Brandt, con solo 23 años, abrió una fábrica para la producción de relojes de bolsillo en La Chaux-de-Fonds (cantón de Neuchâtel). Los modelos producidos allí primero llevaban su propio nombre, es decir, "Louis Brandt", en la esfera. Después de que el hijo mayor Louis Paul entrara en el negocio en 1877 , la compañía se llamó Louis Brandt & Fils . Louis Brandt murió el 5 de julio de 1879.
Los dos hijos, Louis Paul y Cesar, trasladaron la empresa en el mismo año a Biel , donde tiene su sede hasta la actualidad. A partir de 1891 se llamó Louis Brandt & Frère y hacia el cambio de siglo adoptó el famoso nombre Omega.